# L'Héritage des Celtes

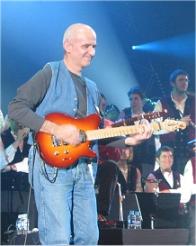
Dan Ar Braz.

L’Héritage des Celtes es una formanción integrada por músicos originarios de países que tienen como herencia cultural las tradiciones celtas, iniciado por dos bretones de la ciudad de Quimper, el productor Jakez Bernard y el guitarrista y cantante Dan Ar Braz.
Comenzó como una reunión de amigos para celebrar los 70 años del Festival de Cornualles, la aventura sobrepasó todas sus expectativas: 2,5 millones de álbumes vendidos, miles de espectadores en los escenarios más grandes de Francia (Bercy, zéniths, estadios, festivales) y dos premios Victoires de la musique en 1996 y 1998, al mejor álbum de música tradicional. Por lo que fueron elegidos para reprentar a Francia en el Festival de Eurovisión 1996.

## Comienzos

### Quimper: Dan Ar Braz, Bagad Kemper, Jakez Bernard
En 1991, Dan Ar Braz lanzó el álbum Borders of Salt, grabadas en Dublín, con la colaboración de U2 y cuyo título se convirtió en emblema de L'Héritage. El 24 de julio de 1993, con motivo del 70 aniversario del Festival de Cornualles de Quimper para el concierto de clausura, reunió a 75 músicos, incluyendo Dónal Lunny, las cantantes Elaine Morgan y Karen Matheson, las formaciones de gaitas Shotts Pipe Band de Glasgow y la Bagad Kemper de Quimper, e invita a Alan Stivell. Fue lanzado en septiembre de ese mismo año su álbum Again, que revivirá en los años 1990 el movimiento que había popularizado veinte años antes el interés del público por la música celta. Al año siguiente, se presentan en Rennes (Bretaña). El entusiasmo es tal que Dan y su banda son fichados por la Columbia Records/Sony Music.
L’Héritage des Celtes se convierte en una revelación en el panorama musical francés. El objetivo era presentar toda la riqueza de la música celta en toda su diversidad. Artistas provinientes de toda el área celta: Bretaña, Irlanda, Escocia, País de Gales, Galicia, Cornualles y la Isla de Man (señalar la ausencia de artistas de Asturias). Entre los más conocidos, Carlos Núñez, Elaine Morgan, Nollaig Casey, Karen Matheson (cantante del grupo Capercaillie), Yann-Fañch Kemener, Donald Shaw, Gilles Servat, Didier Squiban y otros muchos.
En noviembre de 1994 se lanzó el primer álbum con la Columbia que vendió más de un millón de copias.

### La llegada del éxito
En 1995 se lanzó su álbum en directo En concert con nuevos temas (7 canciones originales). El video vendió 20.000 ejemplares. El álbum fue premiado con el premio Victoires de la musique en 1996 en el apartado de mejor álbum de música tradicional. En la misma categoría también competían Alan Stivell y los corsos I Muvrini. Tras anunciar el resultado por Khaled, la banda de gaitas Kemper y Dan Ar Braz efectuaron una actuación ante millosenes de teleexpectadores. El mismo año, Dan Ar Braz representó a Francia en el Festival de Eurovisión que se celebró en Oslo. Interpretó, junto a Elaine Morgan y Karen Matheson, el tema Diwanit Bugale (Que nazcan los niños), escrito en francés y traducido al bretón por su amigo de Quimper Gweltaz Ar Fur, cantante y primer presidente de las escuelas Diwan en 1978. La letra evoca las escuelas de lengua bretona Diwan. Donald Shaw en los teclados, y Ronan Le Bars en la gaita irlandesa y a la gaita Jean-Louis Hénaff acompañan a Noruega para acompañar a Dan, pero aunque el resultado no fue del todo positivo, acabaron en el 19 puesto de 23 participantes, el evento se recuerda, la canción reapareció de forma sublimada en Finisterres.
En octubre de 1997, L'Héritage des Celtes lanzó un nuevo álbum, Finisterres, premiado con un premio Victoires de la musique al mejor álbum de música tradicional, e hicieron una gran gira que acabó en el zénith de ParísReferencia vacía (ayuda).. Este álbum vio la llegada del gallego Carlos Núñez (entre otros nuevos músicos) y de piezas gallegas. Vendió 100.000 ejemplares, fue disco de oro, menos de tres meses de salir a la venta.
La formación lanza otro álbum en vivo en 1998, grabado en el zénith de París, que comprende temas anteriores y siete temas nuevos. Entre 1994 y 1999, l'Héritage des Celtes actúan en diferentes espacios de Bretaña: Quimper (Festival de Cornualles), Lorient, Guingamp (Festival de la Saint-Loup), Landerneau (Festival Kann Al Loar), Brest, Douarnenez, Rennes, en el resto de Francia: París, Caen, Le Mans, Lille, La Rochelle, Orleans, Nancy, Estrasburgo, Reims, Clermont-Ferrand, Grenoble, Lyon, Compiègne, y en Escoci en Glasgow.

### Bercy, Stade du Moustoir, Stade de France
En 1999 lanzan el álbum en directo Bretagnes à Bercy, concierto grabado con motivo del Día de San Patricio en el Palais omnisports de Paris-Bercy, donde L'Héritage des Celtes estuvieron acompañados por Armens, Gilles Servat, Alan Stivell, Tri Yann y los invitados sorpresa (Michael Jones y Jean-Jacques Goldman).
En 2002, Dan Ar Braz y buena parte de los l'Héritage des Celtes dieron dos conciertos en el Stade de France. Las actuaciones reunieron en dos noches a 90.000 espectadores, con más de 600 artistas, entre ellos: Carlos Núñez, Denez Prigent, Didier Squiban, Gilles Le Bigot, Ronan Le Bars, la banda de gaitas Bagad Kemper. Con estos conciertos se demostró el poder de convocatoria que tenía la música bretona y globalmente la música celta.

## Cantantes y músicos

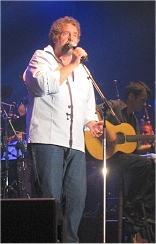
Gilles Servat

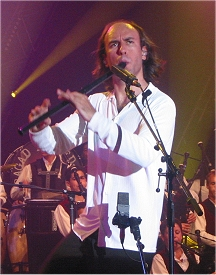
Carlos Núñez

Numerosos músicos, venidos de tierras celtas (Bretaña, Irlanda, Escocia, Galicia, País de Gales, etc.), que han participado en esta aventura musical. Algunos de renombre internacional, otros menos conodidos. No todos han participado en las mismas grabaciones.
- Karen Matheson: voz
- Elaine Morgan: voz
- Yann-Fañch Kemener: vox
- Gilles Servat: voz
- Dan Ar Braz: guitarra eléctrica y acústica
- Philippe Bizais: teclados
- Noël Bridgerman: percusión
- Ronan Browne: flauta, tin whistle, low whistle, uilleann pipes
- Nollaig Casey: fiddle
- Robbie Casserly: batería
- Ray Fean: batería
- Jean-Louis Hénaff: bombarda
- Graham Henderson: teclado, guitarra morisca (mandolina)
- Manu Lann Huel: voz
- Ronan Le Bars: uilleann pipes
- Gilles Le Bigot: guitarra
- Christian Lemaître: fiddle
- Olivier Lecuyer: bombardea
- Dónal Lunny: bouzouki, bodhran, guitarra acústica, voz
- John Mc Sherry: uilleann pipes, flauta, low whistle
- Patrick Molard: biniou kozh, cornamusa
- Doudou N'diaye Rose: percusión
- Máire Ní Chathasaigh: arpa
- Carlos Núñez: gaita, flauta
- Mairtin O'Connor: acordeón diatónico
- Liam O'Flynn: uilleann pipes, low whistle
- Fionn O'Lochlainn: bajo
- Eoghan O'Neill: bajo
- Jacques Pellen: guitarra de 12 cuerdas
- Nicolas Quemener: flauta
- Malachy Robinson: contrabajo
- Erwan Ropars: cornamusa en do
- Sharon Shannon: acordeón diatónico
- Donald Shaw: teclados, voz
- Didier Squiban: piano
- Jean-Michel Veillon: flauta
- Bagad Kemper: bombarda, cornamusa, batería escocesa
- Shotts Pipe Band: cornemusa, bateríe escocesa

## Premios
Por dos veces, ganaron el premio Victoires de la musique:
- en 1996, álbum del año de música tradicional, por Dan Ar Braz & les 50 musiciens de l'Héritage des Celtes en Concert;
- en 1998, álbum del año de músicas tradicionales o de músicas del mundo, por Finisterres.

## Discografía
En total, l'Héritage des Celtes ha vendido cerca de 2,5 millones de álbumes.
- Héritage des Celtes, 1994
- Dan Ar Braz et les 50 musiciens de l’Héritage des Celtes: En Concert, 1995
- Dan Ar Braz et l’Héritage des Celtes: Finisterres, 1997
- Dan Ar Braz et l’Héritage des Celtes: Zénith, 1998
- Bretagnes à Bercy, 1999